# Lac Kara-Kul
Ne doit pas être confondu avec le lac Karakul en Chine
Kara-Kul, Karakul ou Qaraqul (tadjik : Қарoкул, lac noir) est un lac endoréique dans la région montagneuse du Pamir au Tadjikistan. Le lac s’élève à 3 900 m d'altitude et, du fait de son endoréisme, sa salinité empêche pratiquement toute forme de vie de s’y développer. Une péninsule partant du Sud sépare le lac en deux bassins : un bassin à l'est peu profond (de 13 à 19 m) et un second à l’ouest dont la profondeur va jusqu’à 238 m.
Le lac Kara-Kul a été déclaré site Ramsar le 18 juillet 2001.

## Origine
D'origine incertaine, une hypothèse est qu'il ait été formé par l'impact d'une météorite il y a environ 25 millions d'années, laissant un cratère d'environ 45 km. Son origine n'a été découverte que par l'étude de photos satellite mais cette explication suscite l'interrogation.

Une autre théorie suppose qu'il ait été formé à la suite des mouvements de la plaque tectonique.

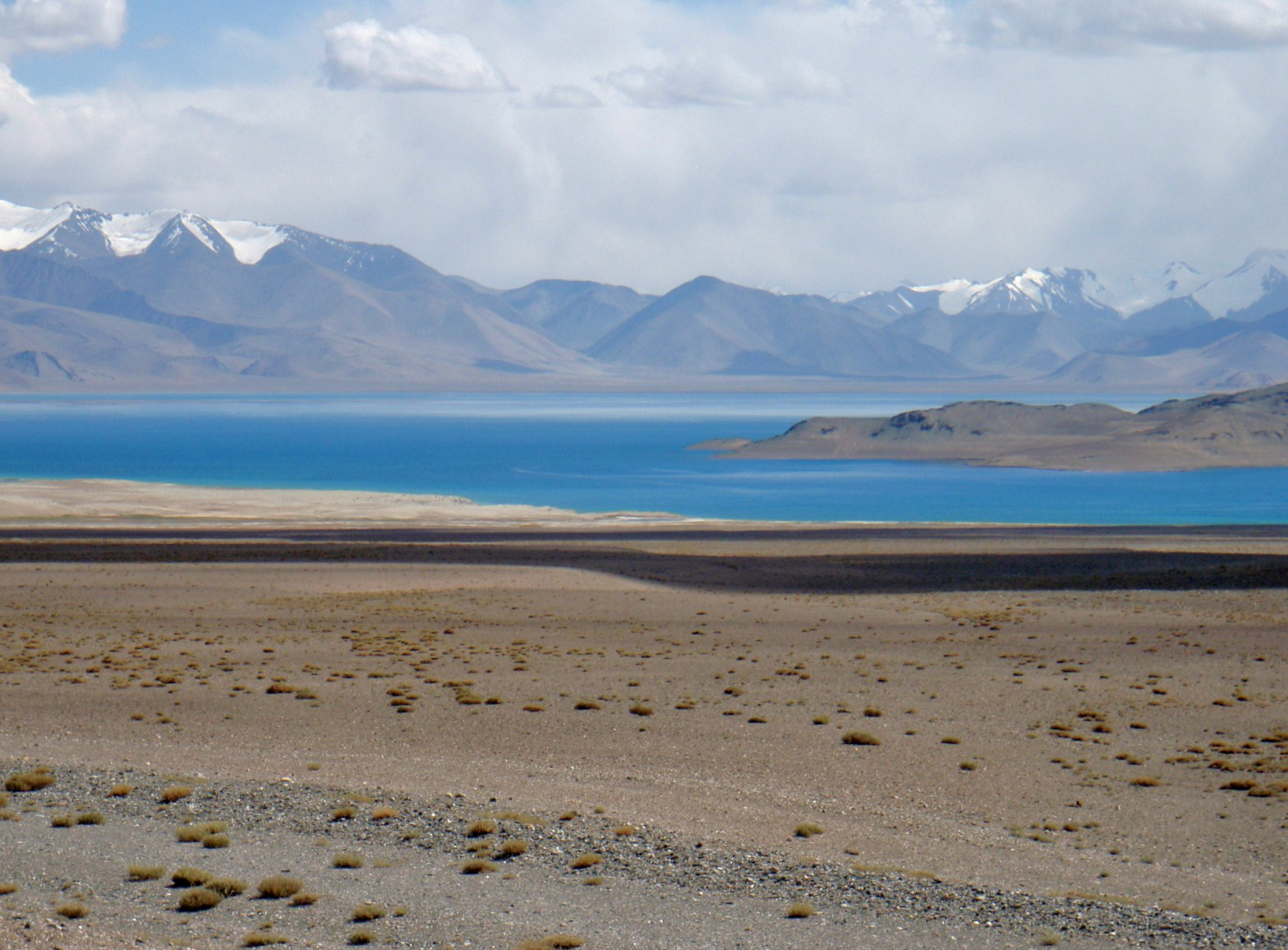
Les abords du lac
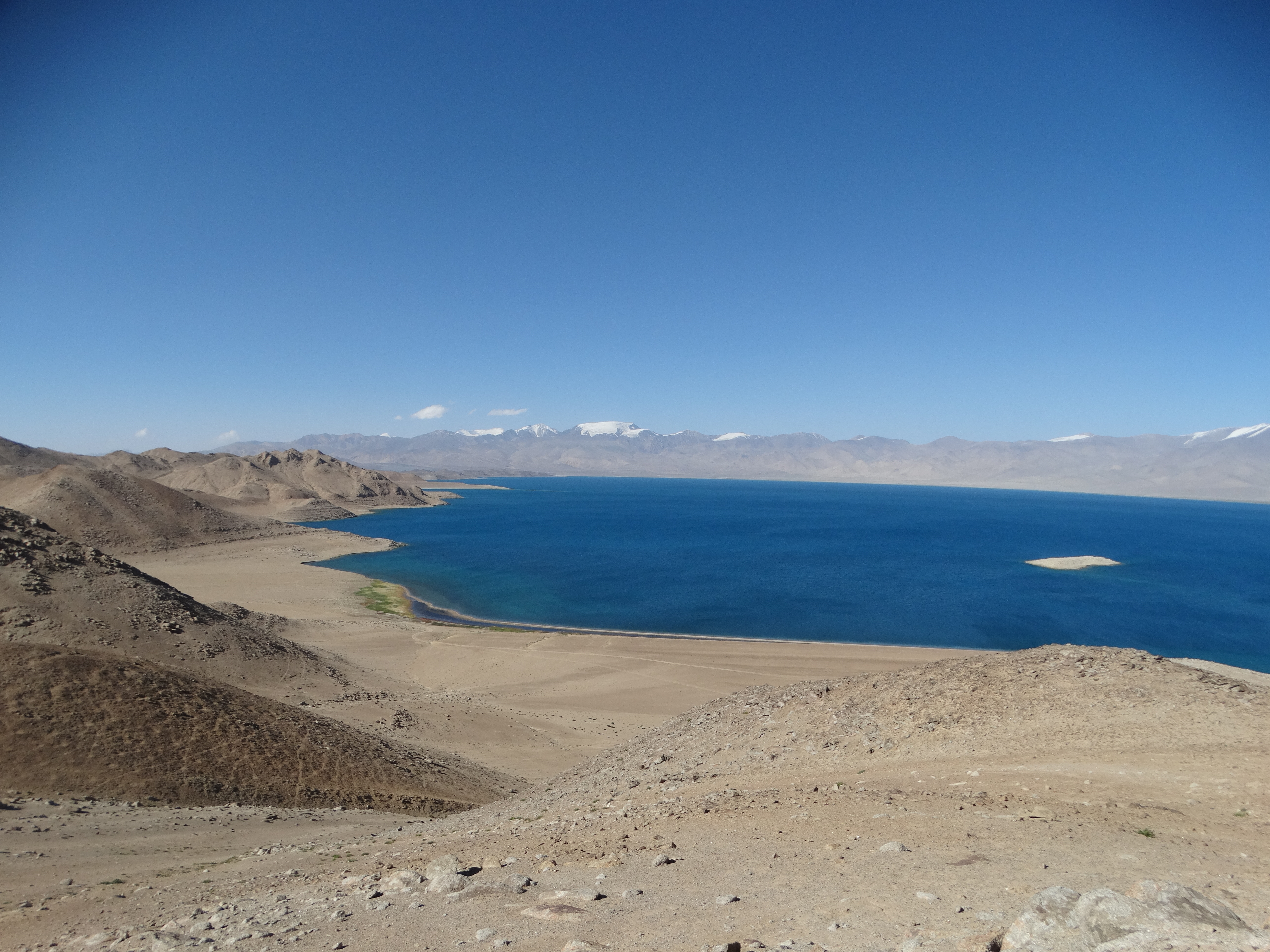
Vue depuis le sud-ouest du lac